# Japanse strafexpeditie naar Taiwan (1874)

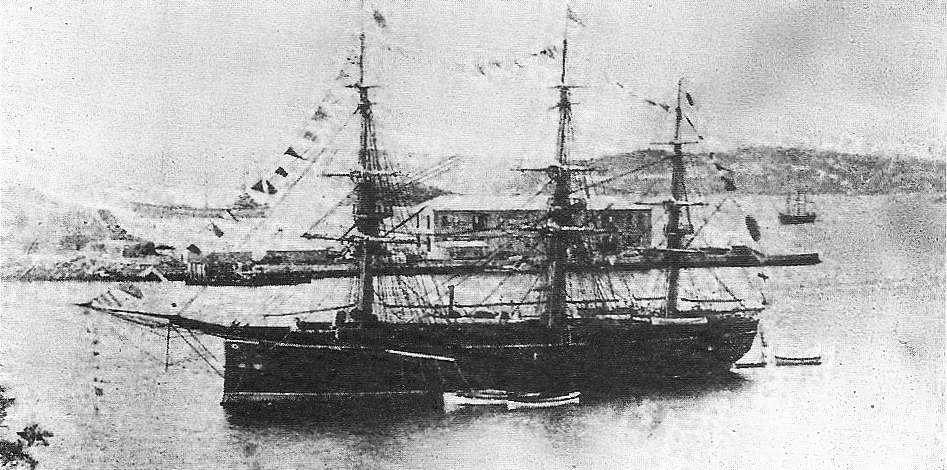
Het Japanse oorlogschip Ryūjō, was het vlaggenschip van de expeditie

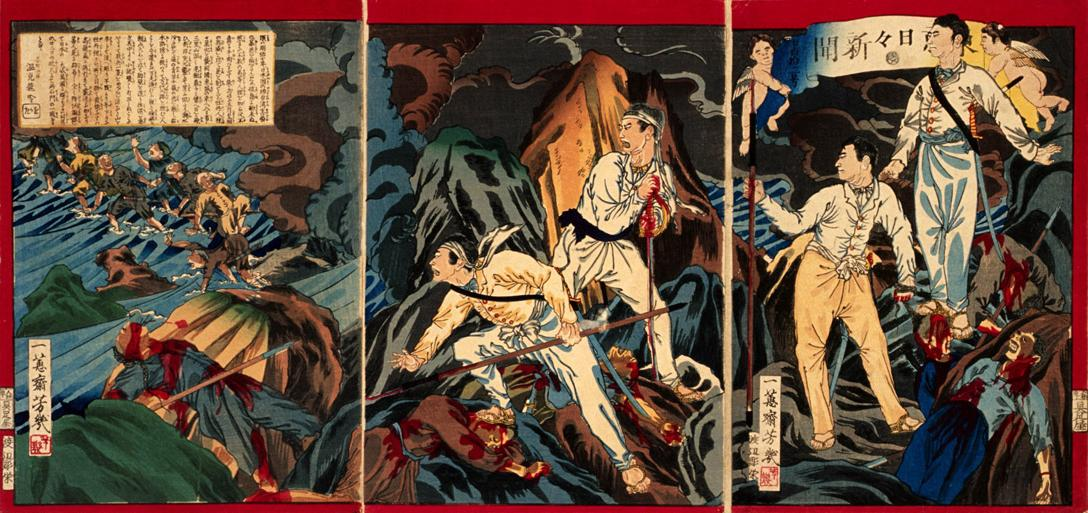
De belangrijkste slag van de expeditie

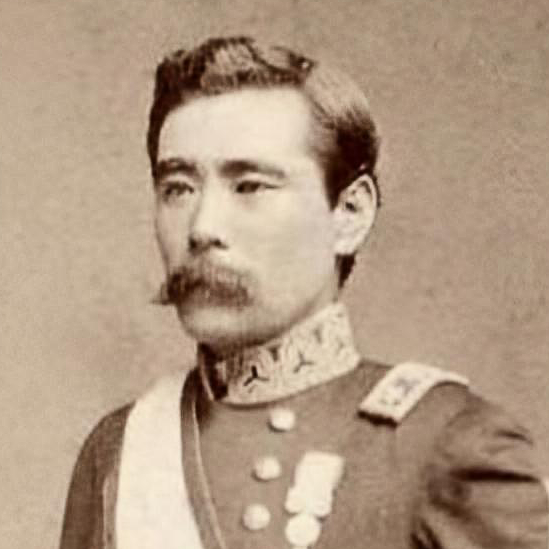
Saigo Tsugumichi, de commandant van het expeditieleger

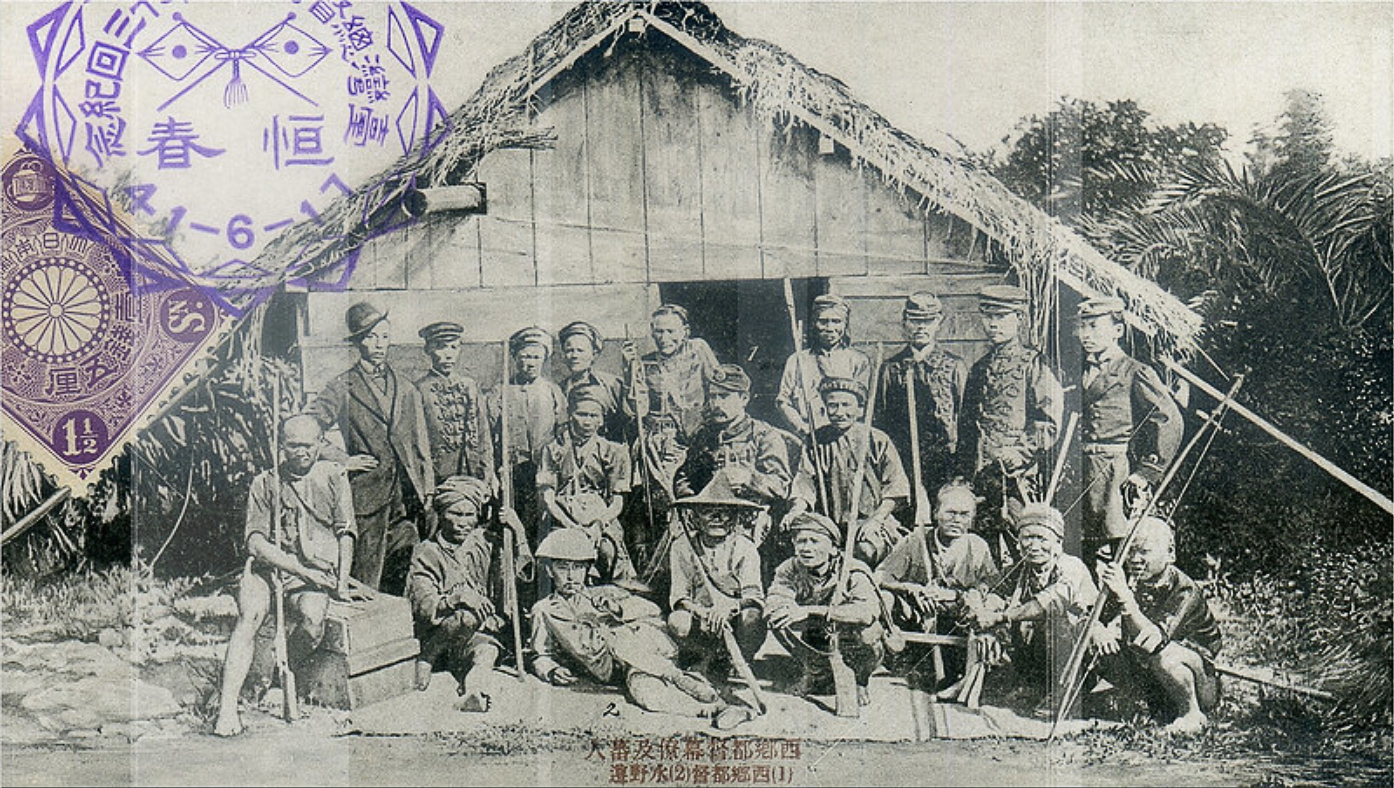
Saigo Tsugumichi (midden) met de leiders van de Seqalu stam

De Japanse strafexpeditie naar Taiwan (Japans: 台湾出兵, Taiwan Shuppei) vond plaats in 1874. Het was de eerste overzeese actie van het Japanse leger en marine.
Aanleiding voor de strafexpeditie was de stranding van een vissersboot van de Riukiu-eilanden in het zuidwesten van Taiwan in december 1871. Een groot deel van de bemanning werd door de Paiwan, de lokale bevolking, onthoofd. Van de 66 bemanningsleden waren er slechts 12 die het overleefden. Deze laatsten werden gered en zijn via het Chinese vasteland weer naar huis gegaan.
Na het voorval eiste de Meiji-regering van de Chinese regering dat de verantwoordelijke Paiwan-leiders gestraft zouden worden. De Japanse minister van Buitenlandse Zaken Soejima Taneomi reisde naar Peking en werd ontvangen door de Qing-keizer Tongzhi, wat op zichzelf neerkwam op een diplomatieke overwinning. De vordering tot schadevergoeding werd echter afgewezen. China zag het als een interne aangelegenheid, Taiwan maakte immers deel uit van de Chinese provincie Fujian en de Riukiu-eilanden hadden een tribuutrelatie met China. Verder claimde China dat het geen effectieve macht uitoefent over de inheemse volkeren van Taiwan.
Een buitenlandse militaire adviseur van de Japanse regering, Charles Le Gendre, drong er vervolgens bij Japan op aan het heft in eigen handen te nemen. De regering stemde toe en op 17 mei 1874 vertrokken de schepen uit Nagasaki, met aan boord 3600 soldaten onder bevel van Saigo Tsugumichi, naar Taiwan. Vijf dagen later kwamen ze in Taiwan aan land. In diverse kleine conflicten vielen er 30 slachtoffers bij de lokale bevolking en de Japanse verliezen waren hoger met 12 man in de strijd en 531 door ziekte, vooral door malaria.
Het was een strafexpeditie maar de Meiji-regering had andere doelen die belangrijker waren. Ze wilden de Chinezen dwingen de Japanse soevereiniteit over de Riukiu-eilanden formeel te erkennen, en duidelijk maken dat de Chinezen geen effectieve controle hadden over Taiwan. Het was ook een test voor de capaciteit van de Japanse strijdkrachten. De publieke opinie in Japan was voor een agressiever buitenlands beleid, mede door de weigering van de regering om in 1873 Korea binnen te vallen.
De Japanners trokken zich terug uit Taiwan nadat de Qing-regering een vergoeding van 500.000 taels, dit is gelijk aan 20 ton zilver, had beloofd. Dit was een tiende van de kosten die Japan had gemaakt voor de expeditie.

## Naslagwerken
- (en)  House, Edward H. The Japanese expedition to Formosa (1875)
- (en)  Eskildsen, Robert An Army as Good and Efficient as Any in the World: James Wasson and Japan’s 1874 Expedition to Taiwan in Asian Cultural Studies. (2010)